# Thora Ingemann Drøhse
Thora Ingemann Drøhse, född 1867, död 1948, var en dansk kvinnosakspolitiker och nykterhetsreformator. Hon engagerade sig för nykterhet, feminism och arbetarnas välfärd, och blev omtalad som “Arbejdets Dronning”.

## Biografi
Thora Ingemann Drøhse blev 1889 medlem i Nørrebros Afholdsforening, och var från 1890 talare för Danmarks Afholdsforening, och som sådan den första kvinnliga offentliga resetalaren i den danska nyktherhetsrörelsen. Hon engagerade sig för nykterheten då hon såg hur alkoholismen ökade misären bland arbetarna i den miljö hon själv var uppväxt i. Thora Ingemann Drøhse, Eline Eriksen och Helga Jensen blev 1906 de första kvinnorna i rörelsens huvudstyrelse, där hon satt 1906–1910 och 1916–1930. 
Drøhse engagerade sig i rösträttsrörelsen därför att hon ansåg att kvinnor i politiken skulle gynna nykterheten. Hon bildade Kvindevalgretsforeningens avdelning i Randers og Omegn och var dess ordförande 1907–1915. Hon var även medlem av styrelsen för Landsforbundet for Kvinders Valgret 1910–1915.